# Lavoux
Lavoux és un municipi francès situat al departament de la Viena i a la regió de la Nova Aquitània. L'any 2007 tenia 1.121 habitants.

## Demografia

### Població
El 2007 la població de fet de Lavoux era de 1.121 persones. Hi havia 407 famílies de les quals 70 eren unipersonals (33 homes vivint sols i 37 dones vivint soles), 142 parelles sense fills, 175 parelles amb fills i 20 famílies monoparentals amb fills.
La població ha evolucionat segons el següent gràfic:
Habitants censats

### Habitatges
El 2007 hi havia 461 habitatges, 418 eren l'habitatge principal de la família, 18 eren segones residències i 25 estaven desocupats. 446 eren cases i 13 eren apartaments. Dels 418 habitatges principals, 346 estaven ocupats pels seus propietaris, 66 estaven llogats i ocupats pels llogaters i 5 estaven cedits a títol gratuït; 9 tenien dues cambres, 49 en tenien tres, 119 en tenien quatre i 241 en tenien cinc o més. 329 habitatges disposaven pel capbaix d'una plaça de pàrquing. A 130 habitatges hi havia un automòbil i a 267 n'hi havia dos o més.

### Piràmide de població
La piràmide de població per edats i sexe el 2009 era:
| Homes | Edats   | Dones |
| ----- | ------- | ----- |
| 0     | 95 o +  | 0     |
| 0     | 90 a 94 | 4     |
| 4     | 85 a 89 | 8     |
| 0     | 80 a 84 | 4     |
| 20    | 75 a 79 | 8     |
| 12    | 70 a 74 | 12    |
| 16    | 65 a 69 | 20    |
| 12    | 60 a 64 | 12    |
| 20    | 55 a 59 | 20    |
| 16    | 50 a 54 | 36    |
| 48    | 45 a 49 | 20    |
| 44    | 40 a 44 | 36    |
| 44    | 35 a 39 | 48    |
| 28    | 30 a 34 | 56    |
| 60    | 25 a 29 | 40    |
| 20    | 20 a 24 | 12    |
| 44    | 15 a 19 | 52    |
| 28    | 10 a 14 | 16    |
| 44    | 5 a 9   | 36    |
| 48    | 0 a 4   | 24    |

## Economia
El 2007 la població en edat de treballar era de 754 persones, 602 eren actives i 152 eren inactives. De les 602 persones actives 570 estaven ocupades (297 homes i 273 dones) i 32 estaven aturades (21 homes i 11 dones). De les 152 persones inactives 48 estaven jubilades, 69 estaven estudiant i 35 estaven classificades com a «altres inactius».

### Ingressos
El 2009 a Lavoux hi havia 413 unitats fiscals que integraven 1.095 persones, la mediana anual d'ingressos fiscals per persona era de 20.037 €.

### Activitats econòmiques
Dels 37 establiments que hi havia el 2007, 1 era d'una empresa alimentària, 3 d'empreses de fabricació d'altres productes industrials, 8 d'empreses de construcció, 4 d'empreses de comerç i reparació d'automòbils, 2 d'empreses de transport, 1 d'una empresa d'hostatgeria i restauració, 2 d'empreses d'informació i comunicació, 2 d'empreses financeres, 5 d'empreses immobiliàries, 3 d'empreses de serveis, 5 d'entitats de l'administració pública i 1 d'una empresa classificada com a «altres activitats de serveis».
Dels 11 establiments de servei als particulars que hi havia el 2009, 1 era una oficina de correu, 1 taller de reparació d'automòbils i de material agrícola, 2 guixaires pintors, 2 fusteries, 2 lampisteries, 1 perruqueria i 2 agències immobiliàries.
Dels 2 establiments comercials que hi havia el 2009, 1 era una botiga de menys de 120 m² i 1 una fleca.
L'any 2000 a Lavoux hi havia 9 explotacions agrícoles.

## Equipaments sanitaris i escolars
El 2009 hi havia una escola elemental integrada dins d'un grup escolar amb les comunes properes formant una escola dispersa.

## Poblacions properes
El següent diagrama mostra les poblacions més properes.